# Juan Carlos de la Barrera
Juan de la Barrera (Querétaro, Querétaro, México, 17 de marzo de 1983) es un exfutbolista Mexicano. Jugaba como defensa y su último equipo fue el Tampico Madero FC del Ascenso MX.

## Clubes
| Club              | País   | Año       |
| ----------------- | ------ | --------- |
| Querétaro         | México | 2002-2003 |
| Irapuato          | México | 2003-2004 |
| Puebla            | México | 2004-2005 |
| Indios            | México | 2005-2010 |
| San Luis          | México | 2011-2012 |
| Correcaminos UAT  | México | 2013      |
| Puebla            | México | 2014-2015 |
| Atlante           | México | 2015-2017 |
| Tampico Madero FC | México | 2017-2018 |

- Datos: Q9015385